# Creelman
Creelman es un pueblo canadiense situado en la provincia de Saskatchewan.

## Superficie
Creelman tiene una superficie de 1,35 km².

## Demografía
En 2021, tenía 103 habitantes, una densidad poblacional de 76,5 hab./km², y 62 viviendas.